# Pierre Gallon
Pour les articles homonymes, voir Gallon (homonymie).
Pierre Gallon, né le 27 mars 1986 à Falaise (Normandie), est un claveciniste, organiste et pianofortiste français.

## Biographie
Frère du violoncelliste François Gallon et fils du luthiste Pascal Gallon, il grandit dans un bain de musique ancienne qui l'amène à commencer le clavecin vers l'âge de 9 ans, au Conservatoire à rayonnement régional de Caen, dans les classes de Bibiane Lapointe et Thierry Maeder. Parallèlement, il étudie également le violon. Il est admis au Conservatoire national supérieur de musique et de danse de Paris en 2006 et sort diplômé quatre ans plus tard des classes de clavecin et basse-continue d'Olivier Baumont et de Blandine Rannou. D'après la biographie disponible sur son site internet, il considère ses rencontres avec Blandine Verlet, Élisabeth Joyé et Pierre Hantaï comme des moments clef de son apprentissage.
Il a aujourd'hui à son actif plus d'une trentaine d'enregistrements, notamment avec l'Ensemble Pygmalion dont il est le claveciniste principal, l'Ensemble Correspondances, ou Le Poème harmonique. Et jusqu'en 2022, il enregistre en solo pour le label indépendant L'Encelade.
Paru en 2014, le premier d'entre eux, consacré à l'éditeur de la Renaissance Pierre Attaingnant est mis en avant par France Musique à travers son programme de sélection Choix de France Musique. Dès lors, Pierre Gallon est invité régulièrement comme soliste à La Roque d'Anthéron, au Festival de Saintes, à La Folle Journée de Nantes, au Festival Oude Muziek Utrecht, etc. Son disque consacré à l'héritage musical des luthistes dans la musique pour clavecin du Grand Siècle, intitulé Blancrocher, l'Offrande (L'Encelade, 2020), a été plébiscité par la critique ; il a notamment obtenu ffff de la part de Télérama, le Diapason d’Or du magazine spécialisé éponyme et un Choc de la revue musicale Classica.
Depuis 2017, il croise également la route des Classiques comme en témoignent son disque Haydn, per il Cembalo solo chez L'Encelade ou plus dernièrement, en duo avec la soprano Alice Foccroulle, un disque de Lieder de Joseph Haydn, où on retrouve cette fois le musicien au pianoforte (Haydn, Deutsche Lieder, Passacaille, 2021).
Il partage son activité de concertiste entre les récitals, les productions dirigées par Raphaël Pichon et la musique de chambre ; on le retrouve ainsi régulièrement aux côtés de la violiste Lucile Boulanger, de l'écrivain Pascal Quignard, de la soprano Alice Foccroulle, de la violoniste Alice Julien-Laferrière ou des clavecinistes Bertrand Cuiller, Yoann Moulin ou encore Freddy Eichelberger.
En 2024, il rejoint le label discographique Harmonia Mundi International.

## Discographie récente

### Solo
- 2014 : Pierre Attaingnant : Auprès de vous. L'Encelade
- 2017 : Joseph Haydn : Per il Cembalo solo. L'Encelade

(2019 : réédition partielle du disque Per il Cembalo solo pour la collection Diapason d'or, les Indispensables)
- 2020 : Blancrocher, l'Offrande (musique Louis Couperin, Johann Jakob Froberger, Denis Gaultier, François Dufaut). L'Encelade
- 2021 : Joseph Haydn : Deutsche Lieder. Passacaille
- 2022 : Johann Sebastian Bach : Suites françaises. L'Encelade
- 2024 : François Couperin : Concerts royaux (transcriptions à deux clavecins avec Matthieu Boutineau). Harmonia Mundi International

### Musique de chambre, orchestre
- 2019 : Dumesny, haute-contre de Lully / A Nocte Temporis - R. van Mechelen. Alpha Classics
- 2020 : Cavalieri Imperiali / Inalto - Lambert Colson. Ricercar
- 2020 : Johann Sebastian Bach : Motets / Pygmalion. Harmonia Mundi
- 2020 : Il Genio Ingleses, œuvres de Matteis / Ground Floor. Harmonia Mundi
- 2021 : Bach-Handel / Sabine Devieilhe, Pygmalion - R. Pichon. Erato
- 2021 : Amazone / Lea Desandre, Jupiter. Erato
- 2022 : Johann Sebastian Bach : Matthaüs-Passion / Pygmalion - R. Pichon. Harmonia Mundi
- 2023 : Indiscretion / The Curious Bards. Harmonia Mundi
- 2023 : Claudio Monteverdi : Vêpres / Pygmalion - R. Pichon. Harmonia Mundi

### Opéras (DVD)
- 2016 : Luigi Rossi, Orfeo / Mise en scène J. Mijnssen, Pygmalion. Harmonia Mundi
- 2016 : John Blow, Venus & Adonis / Mise en scène L. Moaty, Les Musiciens du Paradis. Alpha
- 2021 : Jean-Philippe Rameau, Hippolyte & Aricie / Mise en scène J. Candel, Pygmalion. Naxos
- 2021 : Francesco Cavalli, Ercole amante / Mise en scène V. Lessort & Christian Hecq, Pygmalion. Naxos